# Онищенко, Владимир Александрович
Онищенко Владимир Александрович (укр. Онищенко Володимир Олександрович, 25 марта 1969, г. Луганск, Луганская область) — ректор Полтавского национального технического университета имени Юрия Кондратюка, доктор экономических наук, профессор, председатель совета ректоров вузов III—IV уровней аккредитации Полтавского региона, Заслуженный работник образования Украины (2009), лауреат Государственной премии в области науки и техники (2012).

## Биография

### Образование
Владимир Онищенко закончил Полтавский инженерно-строительный институт (ныне — ПолтНТУ им. Ю. Кондратюка), получил диплом с отличием по специальности «Теплогазоснабжение, вентиляция и охрана воздушного бассейна» (1993). В 1995 году.
окончил Полтавский государственный технический университет по специальности «Бухгалтерский учёт, контроль, анализ в промышленности и
строительстве», а в 1997 году — Институт банкиров по специальности «Международная экономика».
Кандидат технических наук с 1996 года по специальности 05.05.02 «Машины и агрегаты для производства строительных материалов, конструкций и изделий». Учился в докторантуре Института экономико-правовых исследований Национальной академии наук Украины (1999—2002).  Докторскую диссертацию на тему «Основы формирования инвестиционной политики региона» по специальности 08.10.01 «Размещение производительных сил и региональная экономика» Владимир Онищенко защитил в 2002 году.
Автор более 80-ти научных работ, в том числе 7-ми монографий, учебников и учебных пособий. Главный редактор научного профессионального журнала «Экономика и регион».

### Деятельность
Владимир Онищенко — председатель совета ректоров вузов III—IV уровней аккредитации Полтавского региона, член Союза ректоров вузов Украины, депутат Полтавского областного совета четвёртого, пятого и шестого созывов, член Союза ректоров вузов Украины, депутат Полтавского областного совета четвёртого и пятого созыва, член президиума Северо-Восточного научного центра Национальной академии наук, Украинской  нефтегазовой академии, заместитель председателя экспертного совета по
экономике Государственной аккредитационной комиссии МОН Украины, член Президиума научно-методической комиссии МОН Украины по менеджменту и
администрирования, член научно-методической комиссии МОН Украины по экономике и предпринимательства (подкомиссия «Финансы и кредит»), председатель диссертационного совета ПолтНТУ по защите диссертаций по специальности 08.00.05 «Развитие производительных сил и региональная экономика», член диссертационного совета по защите диссертаций Харьковской национальной академии коммунального хозяйства и Ивано-Франковского национального
технического университета нефти и газа, член коллегии Главного управления экономики, Главного управления образования и науки, управления архитектуры и строительства Полтавской областной администрации.
В 2003 году Владимир Александрович Онищенко избран ректором ПолтНТУ.  На этом посту он сменил своего отца — Александра Григорьевича Онищенко, который занимал должность ректора ПолтНТУ на протяжении 22 .
Работая в должности ректора Полтавского национального технического университета имени Юрия Кондратюка, профессор В. А. Онищенко, в 2003 году был избран председателем совета ректоров высших учебных заведений III—IV уровней аккредитации Полтавского региона.
В 2010 году избран депутатом Полтавского областного совета 6 созыва по одномандатному избирательному округу (г. Миргород).  Работая депутатом Полтавского областного совета трех созывов, принимает участие в работе постоянной комиссии областного совета по вопросам молодёжной политики, спорта и туризма (заместитель председателя комиссии).
В 2011 году был назначен председателем Экспертного совета по экономике аккредитационной комиссии.  В течение 2013 было проведено восемь заседаний экспертных род по рассмотрению лицензионных и аккредитаций них дел высших учебных заведений Украины, подготовлено семь отчетов-докладов на заседаниях аккредитационной комиссии.
В 2013 году был избран президентом Полтавского территориального отделения Малой академии наук Украины.
По поручению соответствующих государственных органов принимал участие в работе:
— Президиума Союза ректоров вузов Украины;
— Президиума научно-методической комиссии МОН Украины по менеджменту и администрирования;
— Президиума научно-методической комиссии МОН Украины по экономике и предпринимательству;
— Научно-экспертного совета при Государственной инспекции учебных заведений Украины (заместитель председателя совета, председатель секции
высшего образования);
— Конкурсной комиссии по отбору на обучение студентов и аспирантов и стажировки научных и научно-педагогических работников в ведущих высших
учебных заведениях и научных учреждениях за рубежом;
— Рабочей группы по доработке критериев оценки результатов деятельности высших, профессионально-технических, общеобразовательных учебных
заведений (приказ МОН Украины от 27 сентября 2012 № 1054);
— Коллегии Главного управления экономики Полтавской областной государственной администрации;
— Общественного совета УМВД Украины в Полтавской области;
— Советы гуманитарного развития Полтавской областной государственной администрации;
— Коллегии Департамента образования и науки Полтавской областной государственной администрации;
— Коллегии Главного управления Миндоходов в Полтавской области;
— Коллегии архитектуры и строительства Полтавской областной государственной администрации;
— Региональной рабочей группы Межведомственного центра по организации переподготовки управленческих кадров для сферы предпринимательства;
— Региональной комиссии по оценке и обеспечению проведения конкурсного отбора инвестиционных программ (проектов), которые могут реализовываться за счет средств фонда регионального развития.

### Научная школа
В. А. Онищенко основана научная школа, ведущими направлениями деятельности которой являются:
- финансовая политика устойчивого развития региона;
- организационно-экономический механизм формирования и реализации стратегии развития региона;
- региональные аспекты инновационного развития;
- социально-экономические проблемы развития региона;
- развитие региональных внешнеэкономических связей;
- экологическая опасность региона;
- инновационно-направленное развитие предприятий;
- финансово-кредитные ресурсы инновационного развития региона;
- местный и региональное развитие на Украине.

Научные исследования школы направлены на комплексную теоретическую разработку и обоснование основных финансово-экономических региональной политики формирования инновационной модели развития, повышения роли в построении инновационно-инвестиционной модели регионального хозяйственного комплекса.
В частности:
- установление приоритетных направлений региональной политики социально-экономического развития;
- определение механизма и методов формирования финансово-инновационной модели развития регионального хозяйственного комплекса;
- систематизация показателей формирования финансово-инновационной модели с учётом региональных особенностей функционирования хозяйственного комплекса;
- формирование методических основ по роли субъектов в инновационном процессе регионального развития;
- разработка и апробация методики оценки инвестиционной привлекательности предприятий региона;
- определение финансовых инструментов инвестирования и обоснование методов их привлечения в инновационную деятельность предприятий реального сектора экономики;
- построение функциональной модели объединения финансового и промышленного капиталов в системе формирования финансово-инновационной стратегии развития региона. За период существования школы защищено 19 кандидатских диссертаций.

## Награды и звания
↓ Показать полностью
- 2003 год — Почетная грамота МОН Украины
- 2003 год — благодарность председателя Полтавской областной государственной администрации
- 2003 год — благодарность председателя Полтавского областного совета
- 2003 год — Почетная грамота Полтавского областного совета
- 2003 год — Почетная грамота Полтавской областной государственной администрации
- 2004 год — Почетная грамота Октябрьского районного совета в г.. Полтава
- 2004 год — Почетная грамота Полтавского областного совета
- 2004 год — Почетная грамота Полтавской областной государственной администрации
- 2004 год — Почетная грамота МОН Украины
- 2005 год — Почетная грамота Полтавского обкома профсоюза работников образования и науки Украины
- 2006 год — грамота управления по делам семьи, молодежи и спорта Полтавской облгосадминистрации
- 2005 год — нагрудный знак «За научные достижения»
- 2006 год — Почетное звание «Заслуженный работник образования Украины»
- 2007 год — благодарность МОН Украины и Академии педагогических наук Украины
- 2007 год — благодарность МОН Украины
- 2007 год — нагрудный знак «Петр Могила» за весомый вклад в развитие национального образования и науки Украины.
- 2007 год — грамота Верховной Рады Украины
- 2008 год — почетная грамота МОН Украины и Академии педагогических наук Украины
- 2009 год — нагрудный знак «Отличник образования»
- 2009 год — благодарность Днепропетровского регионального центра оценивания качества знаний
- 2009 год — награда МВД Украины «За содействие органам внутренних дел Украины»
- 2012 год — лауреат Государственной премии в области науки и техники
- 2020 год — орден «За заслуги» III степени[1]

## Увлечения
- Настольный теннис
- Футбол
- Бильярд
- Велоспорт